# КТМ-6
КТМ-6 (Урал-6, 71-606) — опытный советский высокопольный четырёхосный трамвайный вагон. Был построен на Усть-Катавском вагонстроительном заводе в 1976 году в двух экземплярах.

## История создания
После запуска в серийное производство вагонов серии КТМ-5М3 перед конструкторами КВЗ встала задача усовершенствовать его конструкцию. Приоритетом при создании новой модели было улучшение комфорта пассажиров и технико-экономических показателей трамвайного вагона.
В 1975 году СКБ УКВЗ во главе с главным конструктором А. В. Федотовым совместно с ВНИИ вагоностроения был разработан проект нового трамвайного вагона, получившего обозначение КТМ-6. За основу новой модели решено было взять серийный вагон КТМ-5М3.
В конструкцию были внесены следующие изменения: уменьшена высота кузова до 3050 мм при одновременном увеличении ширины кузова до 2650 мм, вместо электромашинного преобразователя введен статический полупроводниковый преобразователь 550 В → 24 В, люминесцентное освещение с питанием от низковольтной цепи вагона. Изменена конструкция колесной пары, усилен малый кожух редуктора, установлены гидравлические гасители колебаний в центральном подвешивании. В качестве тяговых электродвигателей применены ДК-260А мощностью 52 кВт. В качестве сцепного устройства применены автоматические сцепки, головка которых унифицирована с головкой сцепного устройства РВЗ-7. На крыше вагонов были установлены высоковольтные розетки для обеспечения работы поезда по системе многих единиц от одного пантографа. В кооперации со Свердловским отделением ВНИИ технической эстетики спроектированы новые симметричные торцевые части кузова вагона.

## Устройство вагона

### Кузов
Кузов трамвая с цельносварным несущим каркасом, изготовлен из стальных штампованных профилей, преимущественно замкнутого прямоугольного сечения. Обшивка кузова, выполненная из стальных гофрированных листов толщиной 0,8 мм, крепится к каркасу заклепками и винтами. Обшивка крыши из листов стеклопластика к обвязочным элементам и дугам каркаса кузова крепится болтами.

### Салон
Внутренняя обшивка стен и потолка салона выполнена из древесно-волокнистых плит, окрашенных эмалью светлых тонов; пол — из бакелизированной фанеры. Между обшивками уложен слой теплоизоляции из пенопласта марки ПСБ-С. Пол сверху покрыт рифленым резиновым ковриком, между полом и рамой кузова установлены вибродемпфирующие резиновые прокладки. В пассажирском салоне установлены два ряда мягких кресел: с одной стороны — одноместные, с другой — сдвоенные. В боковой стене имеются три задвижные двери (шириной 1400 мм), открывание и закрывание которых осуществляются электромеханическим приводом с сериесным двигателем, централизованно из кабины водителя. Освещение осуществляется с использованием люминесцентных ламп. Отопление производится с помощью электропечек, размещенными в тумбах кресел. Вентиляция вагона — естественная и принудительная. В вагоне установлены четыре электровентилятора, которые подают наружный воздух через воздухозаборные отверстия и полости в боковых стенах.

### Двигатель
Вагон оборудован четырьмя тяговыми двигателями смешанного возбуждения. Крутящий момент от тяговых двигателей через карданный вал с упругой муфтой и одноступенчатый редуктор с зацеплением Новикова передается на колесные пары тележки. Питание тяговых двигателей осуществляется от контактной сети с номинальным напряжением 550 В постоянного тока через токоприёмник пантографного типа Система управления вагона — косвенная полуавтоматическая с групповым контроллером типа ЭКГ-33Б. Питание цепей управления — от статического преобразователя типа БПН-3,5 и аккумуляторной батареи напряжением 24 В, ёмкостью 250 Ач.

### Тележки
Тележки вагонов — безрамной конструкции с независимой подвеской тяговых двигателей. Продольные балки стальными папами опираются через резиновые прокладки на кожух редуктора в местах расположения осевых подшипников. Рессорное подвешивание состоит из резинометаллических элементов, винтовых пружин и гидравлических гасителей колебаний наклонного типа, колеса — подрезиненные. На тележке установлены соленоиды привода механического тормоза и электромагнитные башмаки рельсового тормоза.

### Тормоза
Вагон оборудован электродинамическим, механическим барабанным и электромагнитным рельсовым тормозами. Механический барабанный тормоз имеет электрический соленоидный привод с пружинным аккумулятором.

### Другое
Трамвайный вагон оборудован радиотрансляционной установкой, звуковой и световой сигнализацией, защитой от радиопомех и грозы, а также розетками междувагонных соединений, песочницами и механической сцепкой.

## Испытания
Опытную партию из двух вагонов изготовили в 1976 году. Один из вагонов, наряду с ленинградским ЛМ-68М и рижским РВЗ-7, демонстрировался в Москве на международной выставке «Интербытмаш-76», проводившейся в сентябре 1976 года в Сокольниках.
В июле 1977 года оба вагона поступили в депо № 2 города Челябинска для проведения испытаний, где получили бортовые номера 2150 и 2151 (фото). В ноябре 1977 года один из вагонов начал работу с пассажирами на маршруте № 3.
В феврале 1978 года начались испытания поезда по системе многих единиц. В результате испытаний было установлено, что ряд новых узлов обеспечивает лучшие характеристики, чем аналогичные на вагонах 71-605. В частности, усовершенствование низковольтных бортовых цепей позволило уменьшить суммарную потребляемую мощность. Однако такие узлы, как статический преобразователь, аккумуляторные батареи и дверной привод не обеспечивали необходимой надёжности в эксплуатации. Заводу «Динамо» было поручено усовершенствовать конструкцию статического преобразователя.
В июне 1980 года состоялась приёмка вагонов межведомственной комиссией. В силу затянувшейся доработки статического преобразователя и низковольтных цепей вагона, а также замены ряда перспективных узлов серийными, производство вагона не было разрешено.

## Дальнейшая судьба
В конце 1980 года опытные вагоны были возвращены на УКВЗ. Там их приспособили для перевозки пассажиров по испытательной линии, где они проработали до 1992 года. По результатам МВК ряд новшеств, примененных на опытных вагонах, решено было внедрить на серийных 71-605.
В дальнейшем внешний вид кабины  и задней части 71-606 был использован на модернизированных вагонах 71-605РМ